# 스트래티지 퍼스트
스트래티지 퍼스트(영어: Strategy First)는 캐나다의 비디오 게임 배급사이다. 1988년 돈 맥패트리지, 스티브 월, 데이브 힐이 설립하였다. 2004년에 파산 신청을 했으며 2005년에 실버스타 홀딩스에 인수되었다.